# بات كرولي
بات كرولي (بالإنجليزية: Pat Crowley)‏ هي مصممة أزياء أيرلندية، ولدت في 17 مايو 1933، وتوفيت في 16 ديسمبر 2013.